# Ricardo Mercado Luna
Ricardo Mercado Luna (La Rioja, Argentine, 1932 — id., 13 avril 2005) était un écrivain, juriste, constitutionnaliste, homme politique, enseignant, journaliste et historien argentin. Auteur de nombreux ouvrages de droit, d’histoire locale et de fiction, il fut aussi un journaliste et avocat engagé, membre de l’aile gauche de l'UCR, ce qui lui valut trois années d’emprisonnement sous la dictature de Videla.

## Biographie
Ricardo Mercado Luna naquit dans la ville de La Rioja, capitale de la province argentine homonyme, au sein d’une famille de la classe moyenne. Il était l’enfant d’un deuxième lit de Carlos Mercado Luna, entrepreneur en bâtiment et travaux de voirie, en même temps que petit producteur agricole, qui fut aussi actif politiquement, faisant pendant de longues années office de délégué au Comité national de l’Union civique radicale.
Il poursuivit ses études secondaires au Collège national Joaquín Víctor González en vue du baccalauréat. Dès cette époque, avec certains de ses condisciples, tels que Juan Carlos Soria, Olga Santochi, Enrique Peñaloza Camet et Ramón Navarro, entre autres, avec lesquels il partageait les mêmes préoccupations, il se livra à des activités journalistiques et culturelles à travers le Club colegial de l’établissement, organisant notamment des soirées de poésie et de musique ou des représentations théâtrales — cela sous l’œil bienveillant de leur vice-recteur et professeur d’histoire, l’historien Dardo de la Vega Díaz, qui exerça sur le développement intellectuel de Mercado Luna une influence déterminante, en particulier en sachant éveiller chez lui un intérêt pour l’histoire de sa province natale. Ses préoccupations politiques le portèrent à rejoindre le Centro Libertad, groupement de jeunesse né de l’opposition au mouvement de jeunesse officiel, savoir la U.E.S., sous tutelle des péronistes, pour lors au pouvoir en Argentine. Les réunions du Centro Libertad se tinrent du reste longtemps dans le logis même des Mercado Luna.
Après qu’il eut obtenu son titre de bachelier, il se transporta, conjointement avec son frère Jorge, dans la province limitrophe, pour poursuivre dans la capitale provinciale Córdoba des études de droit à l’université nationale (UNC). Il s’enthousiasma pour le projet politique d’Arturo Frondizi, et compléta sa formation par de vastes lectures en histoire, sociologie et politique. Il commença à militer dans les sections de jeunesse de l’UCRI (Unión Cívica Radical Intransigente, parti fondé par Frondizi) et resserra ses liens d’amitié avec l’historien Félix Luna, dont il avait fait connaissance quelques années auparavant à La Rioja, leurs pères respectifs partageant les mêmes lieux d’activité politique.
Il quitta l’UNC doté du diplôme d’avocat en 1957 et retourna à La Rioja pour y exercer la profession. Il épousa Nelly Esther Ocampo de la Vega, de qui il aura sept enfants. En 1958 il décrocha, pour le compte de l’UCRI, un siège de député provincial. Il lia bientôt connaissance avec Alipio Paoletti, dont il sera l’ami intime, et avec qui il entreprit de faire renaître l’ancien journal El Independiente, lequel, après sa résurrection en octobre 1959, fera date dans l’histoire du journalisme à La Rioja. Aux côtés de Daniel Moyano et des frères Alipio et Mario Paoletti, Mercado Luna devint partie prenante de la société Editorial Norte S.R.L. qui éditait le journal ; lorsque celle-ci se transforma en coopérative, Mercado Luna résolut de céder ses actions aux travailleurs de la société, considérant en effet que c’était là la meilleure façon d’être en accord avec l’idée fondatrice du journal. Pour autant, il ne se désolidarisa pas du groupe, mais continua au contraire d’apporter son assistance juridique au journal, qui eut en effet, dans son rôle d’opposant aux dictatures qui se succédaient en Argentine, à surmonter nombre d’obstacles judiciaires.
En plus d’exercer la profession d’avocat, il participa activement à la vie intellectuelle et politique de sa province : il fut ainsi par deux fois élu député, enseignait tant à l’université nationale de La Rioja qu’à l’école normale et dans l’enseignement secondaire, et appuyait incessamment les revendications populaires, tendant dès lors, dans son activité d’avocat, à privilégier les gens du peuple et leurs représentants. Il se fit ainsi le défenseur de l’évêque progressiste de La Rioja Enrique Angelelli, de la CGT de los Argentinos, de l’AMP (syndicat d’enseignants), de l’OMA (association de mineurs) et d’autres organisations sociales.
En 1969, il obtint son doctorat en droit et sciences sociales, après soutenance d’une thèse intitulée Estabilidad del empleado público (Stabilité de l’employé de la fonction publique), qui sera publiée ultérieurement par la maison d’édition Astrea en 1974. Il accomplit un important travail d’édition dans le domaine juridique, fondant et dirigeant la revue Jurisprudencia Riojana, qui se maintiendra deux décennies, et par laquelle il s’appliqua à exposer les éléments de la doctrine, de la législation et de la jurisprudence provinciales, mais apportant également ses contributions à des revues de diffusion nationale, telles que Jurisprudencia Argentina et La Ley. Il déploya parallèlement une intense activité de chercheur en histoire, rédigeant notamment en 1974 l’essai Los coroneles de Mitre, qui prend pour sujet les exactions et atrocités commises à La Rioja par certains officiers unitaires dans la dernière phase de la guerre civile argentine. C’est cependant au droit constitutionnel qu’il devait vouer la plus grande partie de ses efforts.
En juin 1976, à la suite de l’instauration de la dictature militaire, dite Processus de réorganisation nationale, Mercado Luna est incarcéré en même temps que deux autres personnalités du monde de l’enseignement de La Rioja, le professeur Arturo Ortiz Sosa et Carlos Alberto Lanzilloto, et passera plus de trois ans dans différentes prisons du pays, à La Rioja, Sierra Chica et La Plata. Le dernier cité, Carlos Lanzilloto, sera son compagnon de détention, de transferts et de privations pendant plus de trois années, jusqu’à ce qu’ils recouvrassent, ensemble, la liberté, surveillée d’abord, puis définitive fin 1980. C’est lors de sa détention que naquit cet hymne d’amour à sa terre natale qu’est La Ciudad de los Naranjos (litt. la Ville des orangers, entendre : la ville de La Rioja), œuvre qu’il réussit à exfiltrer, dissimulée parmi les lettres à sa famille, vers le dehors. De ses années de prison datent d’autres textes également, à la substance plus douloureuse, comme les récits de ¿Supiste de Juan Carlos?, Aquel lejano saco beige et El Arreo.
À sa libération en 1980, il reprit son activité d’avocat, d’écrivain et d’homme politique, accueillant avec enthousiasme et espoir la convocation des élections de 1982, et adhérant d’emblée aux propositions de Raúl Alfonsín, quand celui-ci, fermement et sans ambiguïté, défendit les institutions démocratiques et dénonça les crimes de la dictature. Dans le domaine éducatif, il apporta son concours, avec un groupe de professionnels, au projet visant à jeter les bases de l’UTN (Université technologique nationale) à La Rioja, et dispensant des cours ad honorem durant plusieurs années.
Il milita dans le Movimiento de Renovación y Cambio (mouvance sociale-démocrate à l’intérieur de l'UCR d’Alfonsín) et fut en 1989 député provincial sous l’étiquette radicale, mandat qu’il déposa cependant en 1991 à la suite d'un accord interne. Par la suite, il préféra s’abstenir de toute autre candidature élective, et son militantisme dans le parti radical se bornera désormais à un rôle d’accompagnement, d’ailleurs de moins en moins enthousiaste face à ce qu’il nommait les « petites mesquineries personnelles » des instances directrices du parti, enclines à donner la priorité à leurs intérêts particuliers au détriment des réelles attentes des adhérents.
À travers ses nombreuses conférences, ses interventions lors de congrès, ses articles de presse et ses billets radiophoniques, il s’attacha à partager ses réflexions personnelles, à exposer les produits de ses recherches, et à apporter ses éclairages sur divers sujets d’actualité.
Affectionnant non seulement la ville, mais aussi la campagne de La Rioja, il fit l’acquisition, dans l’aride zone des Llanos, entre Retamal et Portezuelo, d’une demeure appelée La Dormida. Il appréciait la noblesse et le stoïcisme des hommes de l’intérieur de la province, avec lesquelles il se sentait des affinités, et qui lui inspirèrent plusieurs textes, comme La soledad de Francisco, Perros Salvajes et Filemón Gómez, ¿existe?.
Philanthrope discret, il décida en 1997, après avoir obtenu gain de cause dans une action en justice par lui engagée contre l’État provincial, de destiner à l’édition de livres riojanos la totalité de la somme ainsi obtenue, la cédant, à cet effet, à la bibliothèque Mariano Moreno de La Rioja, institution dont il était membre depuis ses années de collège, afin qu’elle fût en mesure de réaliser les publications. C’est ainsi que naquit la collection appelée La ciudad de los naranjos, dénomination choisie par le personnel de la bibliothèque, faisant certes directement allusion au parrain du projet, mais sans le citer nommément, par quoi fut respecté son souhait de rester dans l’anonymat.
Un des derniers engagements de Mercado Luna concerna la question du droit de propriété en Amérique latine et la situation des communautés indiennes ; en particulier, il suivit avec attention les différentes affaires judiciaires liées à cette question, notamment le litige qui opposa en 2004 certaines familles mapuches à la firme italienne Benetton en Patagonie argentine, et échangea quelques courriels avec le défenseur desdites familles.
Il s’éteignit dans la matinée du 13 avril 2005 alors qu’il était occupé à rédiger le chapitre 8 de La cruz y la espada en tierra indígena, ouvrage dont il avait annoncé que ce serait son ultime livre.
Il reçut plusieurs distinctions et prix tout au long de sa carrière. Il était membre de diverses associations, de juristes autant que d’historiens et d’écrivains, notamment de l’Asociación Argentina de Derecho Constitucional, de l’Asociación de Ciencia Política Argentina, de la Junta de Historia y Letras de La Rioja, de la Sociedad Argentina de Historiadores, de la Junta de Estudios Históricos de Catamarca, de la Sociedad Argentina de Escritores (S.A.D.E.), etc.

## Œuvres principales
Ouvrages d’histoire :
- El viejo estilo. Editorial Norte, La Rioja, 1963.
- Antecedentes electorales de La Rioja, Editorial Norte, La Rioja, 1966, essai, 72 pages.
- Historia de las Instituciones políticas y jurídicas de La Rioja, dans Manual de historia y geografía de La Rioja, 1969, 140 pages.
- Los coroneles de Mitre, éd. Plus Ultra, Buenos Aires, 1974. Réédition : éd. Alción, Córdoba, 2005
- Legitimidad y mito, éd. del Tawantimsuyo, San Salvador de Jujuy, 1984, 60 pages.
- La Rioja de los hechos consumados, éd. Copegraf, La Rioja, 1991. Rééditions : éd. Canguro, La Rioja, 1994 ; éd. Biblioteca Mariano Moreno, La Rioja, 2010.
- Los rostros de la ciudad golpeada, éd. Canguro, La Rioja, 1995. Réédition : éd. Biblioteca Mariano Moreno, La Rioja, 2010.
- Enrique Angelelli, obispo de La Rioja. Apuntes para una historia de fe, compromiso y martirio, éd. Canguro La Rioja, 1996. Réédition : Secretaría de Cultura de La Rioja, éd. Nexo, La Rioja, 2010.
- Solitarias historias del siglo que nos deja, éd. Canguro, La Rioja, 1998, 480 pages.
- Vida Política y orden constitucional, dans Nueva historia de la Nación Argentina. Tome consacré aux provinces, édité par l’Académie nationale argentine d’histoire, Buenos Aires, 2005.

Ouvrages de droit :
- Esquema de ubicación para las constituciones riojanas, Talleres Gráficos La Rioja, La Rioja, 1961.
- Estabilidad del empleado público, éd. Astrea, Buenos Aires, 1974, 175 pages.
- Derecho constitucional, éd. Astrea, Buenos Aires, 1980, 244 pages.
- Constituciones de La Rioja. Antecedentes y texto vigente, éd. Depalma, 1980, 75 pages.
- Pensamiento político y aporte de los juristas riojanos al país, éd. Copegraf, La Rioja, 1985.
- Constitución, política y sociedad, éd. Canguro, La Rioja, 1997.
- Amparo por mora en la administración pública, éd. Canguro, La Rioja, 2000.
- ¿Pueden ser gobernantes de la democracia quienes lo fueron durante los golpes de estado?, éd. A.M.P., La Rioja, 2000.
- Derecho constitucional provincial, éd. Ciudad Argentina, Buenos Aires, 2000.
- Invocación de la doctrina de la real malicia: ¿Monopolio de medios de comunicación dans Defensa de la Constitución. Garantismo y controles (Homenaje a Bidart Campos, sous la coord. de Víctor Bazán) – Éd. EDIAR, 2003.
- La Libertad de prensa y su problemática existencial, éd. Nexo Comunicación, La Rioja, 2003.

Fictions littéraires :
- La ciudad de Los Naranjos, éd. Agón, Buenos Aires, 1982. Réédition : éd. Canguro, La Rioja, 1993, 1995.
- Filemón Gómez: ¿existe?, anthologie, prix de la province de La Rioja (1983).
- El arreo, cuentos, éd. Agon, Buenos Aires, 1986.

Écrits épars :
- “La fijación de límites como “facultad compartida” por la Nación y las provincias”, avec la revue Jurisprudencia Argentina, section "Doctrina", 1975.
- “Notas de aproximación para una historia constitucional riojana”, avec le journal El Independiente, octobre 1985.
- “La austeridad riojana: un proceso frustrado...”, avec la revue Encuentro, 1993.

## Source
- Biographie de Mercado Luna sur le site de la bibliothèque Mariano Moreno.